# Ragnar Althén
Karl Ragnar Althén, född 19 november 1883 i Stockholm, död 14 juli 1961, var en svensk tonsättare, och organist.  Han komponerade både sakral och profan musik.

## Biografi
Althén studerade vid Konservatorium der Musik Klindworth-Scharwenka i Berlin; piano för Xaver Scharwenka, komposition för Philipp Scharwenka och dirigering för Robert Robitschek. Han avlade organistexamen vid Stockholms musikkonservatorium 1903, var organist i Svenska kyrkan i Berlin 1906–1909 och i S:t Matteus kyrka i Stockholm 1916–1953. Althén invaldes som associé i Kungliga Musikaliska Akademien den 30 mars 1950.
Althén har tonsatt piano- och orgelstycken, kantater och andra körverk samt ett stort antal sånger, däribland den välkända Land du välsignade.
Han var son till byggmästaren Carl Wilhelm Althén och 1918–1941 gift med operasångerskan Ruth Whitefield.

## Kompositioner
- Land du välsignade med text av Elisabet Björklund. Sången finns i ett stort antal inspelningar av bland andra Jussi Björling, Nicolai Gedda, Håkan Hagegård och Einar Ekberg.
- Ragnar Althéns arkiv (Musik- och teaterbiblioteket)